# Paradis (przystanek kolejowy)
Paradis – kolejowy przystanek osobowy w Paradis, w regionie Rogaland w Norwegii, jest oddalony od Stavanger o 1,4 km a od Oslo Sentralstasjon o 597,3 km. 

## Ruch pasażerski
Należy do linii Sørlandsbanen. Jest elementem Jærbanen - kolei aglomeracyjnej w Stavanger i obsługuje lokalny ruch między Stavanger, Nærbø i Egersund. Pociągi odjeżdżają co pół godziny do Nærbø i co godzinę do Egersund. 

## Obsługa pasażerów
Wiata, automat biletowy, parking rowerowy, przystanek autobusowy, winda. Odprawa podróżnych odbywa się w pociągu.